# 小金井市
小金井市（日语：／ Koganei shi */?）是位于東京都多摩地區的城市。面積11.33平方公里，總人口120,966人（2014年12月1日）。 往東京都特別區部的通勤率達39.8%（平成22年國勢調査）。
UTC+9的時區線就在這地。

## 概要
市內大多為住宅地，為東京的臥城。北部有著名賞櫻景點小金井公園，南部有崖邊的自然林、武藏野公園、野川公園、多磨靈園等綠地。

## 地理
大略位在東京都中央，中央本線東西貫穿本市。
國分寺崖線通過本市南部，崖線形成的地形「崖（がけ）」（多摩川的河岸段丘）多湧水。段丘北側缺乏水源，直到開鑿玉川上水後才開始發展。
- 河川：野川（日语：野川 (東京都)） - 玉川上水 - 仙川（日语：仙川）

### 鄰接自治體
- 東 - 三鷹市、武藏野市
- 北 - 西東京市、小平市
- 西 - 國分寺市
- 南 - 府中市、調布市

## 歷史
古時屬武藏國多磨郡。

### 年表
- 1889年（明治22年） - 町村制施行，（舊）小金井村、貫井（ぬくい）村、下小金井新田、梶野新田、關野新田、十新田與下染屋村、押立村、人見村、是政村、上石原村、本多新田一部分（飛地部分）合併成立小金井村。
- 1893年（明治26年） - 三多摩從神奈川縣劃入東京府管轄，為東京府北多摩郡小金井村。
- 1937年（昭和12年） - 町制施行，為北多摩郡小金井町。
- 1958年（昭和33年） - 市制施行，為小金井市。

### 地名由來
小金井的由來有多種說法。一說是本市的「崖（がけ）」南側稱「金井原(こがねいはら)」。另一說是「崖」有富含黃金（こがね）的湧水，稱「黃金之井」（黄金の井）、「こがね井」。

## 人口
| 小金井市人口分布圖 |                                                 |  |
| 小金井市與日本全國年齡別人口分布比較圖 （2005年資料） | 小金井市的年齡、男女別人口分布圖 （2005年資料） |  |
| ■紫色是小金井市 ■綠色是全国 | ■藍色是男性 ■紅色是女性                         |  |
| 小金井市人口變化 \| 1970年 \| 94,448人 \| \| \| 1975年 \| 102,714人 \| \| \| 1980年 \| 102,456人 \| \| \| 1985年 \| 104,642人 \| \| \| 1990年 \| 105,899人 \| \| \| 1995年 \| 109,279人 \| \| \| 2000年 \| 111,825人 \| \| \| 2005年 \| 114,112人 \| \| \| 2010年 \| 118,852人 \| \| \| 2015年 \| 121,396人 \| \| \| 2020年 \| 126,074人 \| \| |                                                 |  |
| 資料來源：日本總務省統計中心提供之人口普查數據 |                                                 |  |
| 1970年 | 94,448人                                        |  |
| 1975年 | 102,714人                                       |  |
| 1980年 | 102,456人                                       |  |
| 1985年 | 104,642人                                       |  |
| 1990年 | 105,899人                                       |  |
| 1995年 | 109,279人                                       |  |
| 2000年 | 111,825人                                       |  |
| 2005年 | 114,112人                                       |  |
| 2010年 | 118,852人                                       |  |
| 2015年 | 121,396人                                       |  |
| 2020年 | 126,074人                                       |  |

### 日夜間人口
2005年夜間人口（居住者）為111,033人，日間活動人口為95,195人，是夜間人口的0.857倍。市內往市外的通勤者有37,274人，市外往市內的通勤者僅15,085人，市外往市內的通學生達13,016人，市內往市外的通學生有6,665人。

## 行政

### 歷代市長
- 鈴木誠一（1958年10月1日－1967年4月30日，3任）
- 關綾二郎（1967年5月1日－1971年4月30日，1任）
- 永利友喜（1971年5月1日－1979年4月30日，2任）
- 星野平壽（日语：星野平壽）（1979年5月1日－1981年5月8日，1任）
- 保立旻（日语：保立旻）（1981年5月31日－1987年3月5日，2任）
- 大久保慎七（日语：大久保慎七）（1987年4月26日－1999年4月25日，3任）
- 稲葉孝彦（日语：稻葉孝彦）（1999年4月26日－2011年4月26日，4任）
- 佐藤和雄（日语：佐藤和雄）（2011年4月27日－2011年11月12日（辭職），1任）（新市長上任前由上原秀則企劃財政部長代理）
- 稻葉孝彦（2011年12月19日－，通算5任）

### 市議會
- 議長：篠原ひろし
- 議員人數：24人

| 黨派                     | 席次 | 代表者     |
| ------------------------ | ---- | ---------- |
| 自由民主黨小金井市議團   | 5    | 中根三枝   |
| 日本共產黨小金井市議團   | 4    | 森戶洋子   |
| 小金井市議會公明黨       | 4    | 宮下 誠    |
| 小金井市議會民主黨       | 2    | 鈴木成夫   |
| 眾人之黨、小金井刷新之會 | 2    | 百瀨和浩   |
| 生活者網路               | 2    | 田頭祐子   |
| 改革連合                 | 2    | 五十嵐京子 |
| 市民自治小金井           | 1    | 片山 薫    |
| 小金井市民會議           | 1    | 齋藤康夫   |
| 小金井有趣會             | 1    | 白井 亨    |

### 廣域行政
- 西東京、武藏野、三鷹與小金井市4市共同利用公共設施。
- 東京都六市競艇事業組合（日语：東京都六市競艇事業組合） - 八王子、昭島、武藏野、町田、調布與本市6市舉辦江戶川競艇（日语：江戸川競艇場）。
- 東京都十一市競輪事業組合 - 八王子、武藏野、青梅、昭島、調布、町田、小平、日野、東村山、國分寺與小金井市11市舉行京王閣競輪（日语：京王閣競輪場）。
- 昭和醫院組合 - 清瀨、小平、 西東京、東久留米、東村山、東大和、武藏村山與小金井市營運公立昭和醫院（日语：公立昭和病院）。

### 自治體交流
- 友好都市
  - 三宅村（東京都）－1978年締結。

## 行政機關

### 警察、消防
- 警視廳
  - 小金井警察署 - 管轄小金井市及國分寺市。
  - 府中運轉免許試驗場（日语：府中運転免許試験場） - 部分位在小金井市內。
- 東京消防廳
  - 小金井消防署
  - 綠町出張所

## 國政、都政

### 國政
日本眾議院小選舉區中屬東京18區（武藏野、府中、小金井）。
- 2014年12月（第47回日本眾議院議員總選舉）
  - 土屋正忠（日语：土屋正忠）（自由民主黨）
  - 菅直人（民主黨）（比例復活）

### 都政
小金井市為單一選舉區，席次一席。
- 2009年7月
  - 西岡真一郎(民主黨)
- 2013年6月
  - 木村 基成(自民黨)

## 國、都設施
- 獨立行政法人情報通信研究機構小金井本部
  - 設有提供日本標準時間的原子鐘。

## 產業

### 農業
- 主要產物
  - 盆栽、樹苗、番茄、茄子、白蘿蔔、獨活、大黃

## 教育

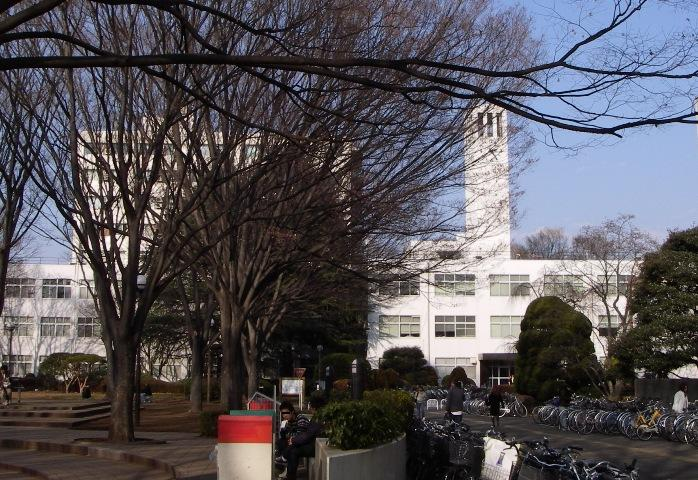
東京學藝大學

### 小學校
- 小金井市立小金井第一小學校（日语：小金井市立小金井第一小学校）
- 小金井市立小金井第二小學校（日语：小金井市立小金井第二小学校）
- 小金井市立小金井第三小學校（日语：小金井市立小金井第三小学校）
- 小金井市立小金井第四小學校
- 小金井市立東小學校
- 小金井市立前原小學校
- 小金井市立本町小學校
- 小金井市立綠小學校（日语：小金井市立緑小学校）
- 小金井市立南小學校（日语：小金井市立南小学校）

### 中學校
- 小金井市立小金井第一中學校（日语：小金井市立小金井第一中学校）
- 小金井市立小金井第二中學校（日语：小金井市立小金井第二中学校）
- 小金井市立東中學校（日语：小金井市立東中学校）
- 小金井市立綠中學校（日语：小金井市立緑中学校）
- 小金井市立南中學校（日语：小金井市立南中学校）
- 武藏野東中學校（日语：学校法人武蔵野東学園）

### 高等學校
- 東京都立多摩科學技術高等學校（日语：東京都立多摩科学技術高等学校）
- 東京都立小金井工業高等學校（日语：東京都立小金井工業高等学校）（設備與多摩科學技術高等學校共用，現在僅有定時制課程）
- 東京都立小金井北高等學校（日语：東京都立小金井北高等学校）
- 中央大學附屬中學校、高等學校（日语：中央大学附属中学校・高等学校）
- 國際基督教大學高等學校（日语：国際基督教大学高等学校）
- 東京電機大學中學、高等學校（日语：東京電機大学中学・高等学校）

### 大學
- 國立
  - 東京學藝大學
    - 教育學部
    - 附屬幼稚園小金井園舍
    - 附屬小金井小學校
    - 附屬小金井中學校

  - 東京農工大學小金井校區
- 私立
  - 法政大學小金井校區

## 交通

### 鐵路
東日本旅客鐵道（JR東日本）
- 中央線快速：東小金井站 - 武藏小金井站

西武鐵道
- 多摩川線：新小金井站

### 道路
- 東西向
  - 五日市街道（日语：五日市街道） - 都道7號（日语：東京都道7号杉並あきる野線）。市北部玉川上水旁。
  - 北大通 - 五日市街道與中央線之間。沿線有東京學藝大學、都立小金井北高校（日语：東京都立小金井北高等学校）等。
  - 都道136號（日语：東京都道136号武蔵小金井停車場貫井線） - 武藏小金井站北口向西至連雀通。
  - 連雀通（日语：連雀通り） - 都道134號（日语：東京都道134号恋ヶ窪新田三鷹線）。從市南部延伸至市西部與中央線交會。
  - 東八道路（日语：東八道路） - 都道14號。通過本市南端、多磨靈園（日语：多磨霊園）北側。
- 南北向
  - 小金井街道（日语：小金井街道） - 都道15號（日语：東京都道15号府中清瀬線）。府中市大國魂神社至清瀨市的道路。在武藏小金井站東側與中央線交會。
  - 新小金井街道（日语：新小金井街道） - 都道248號（日语：東京都道248号府中小平線）。府中市至清瀨市的道路。在本市西南端與小金井街道交會。與都道136號的交差點至五日市街道的交差點之間有許多拉麵店聚集，又稱拉麵街道（ラーメン街道）。
  - 東大通 - 都道247號（日语：東京都道247号府中小金井線）。通過東小金井站西側。

### 巴士路線
- 西武巴士
- 京王巴士中央（日语：京王バス中央・府中営業所）
- 京王巴士小金井（日语：京王バス小金井・小金井営業所）
- 小田急巴士（日语：小田急バス）
- 關東巴士
- 「CoCo巴士（日语：CoCoバス）」（社區巴士）

## 地方媒體
- 有線電視－J:COM東京（日语：ジェイコム東京）（J:COM（日语：ジュピターテレコム）集團東京支部）

## 景點、古蹟、觀光、文化藝術

### 公園

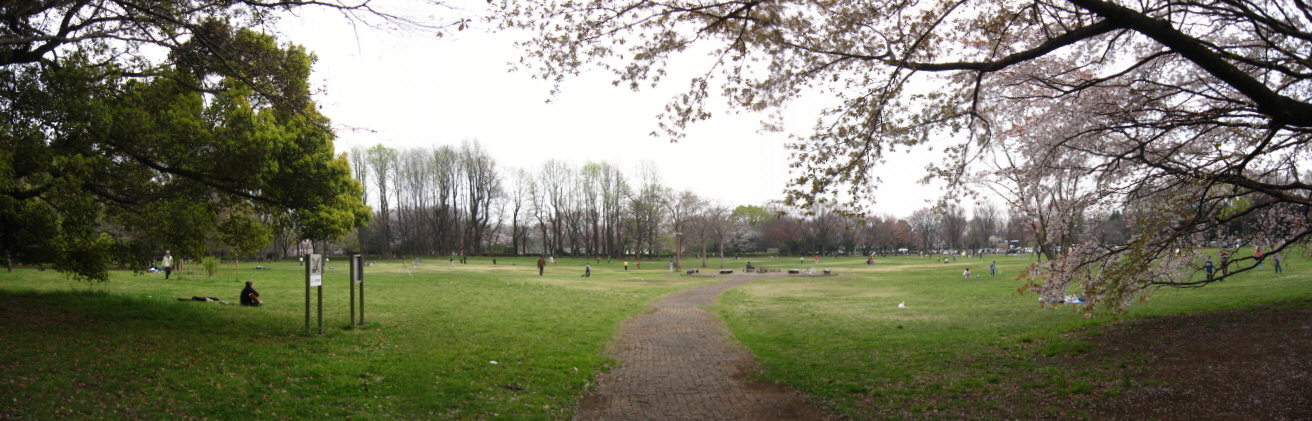
小金井公園

- 小金井公園 - 跨小平市與西東京市的都營公園。
- 野川公園（日语：野川公園） - 跨三鷹市、調布市。
- 多磨靈園（日语：多磨霊園） - 大部分在府中市的都營靈園。
- 武藏野公園（日语：武蔵野公園） - 跨府中市的都營公園。
- 栗山公園

### 神社、寺
- 三光院
- 小金井神社
- 八重垣稻荷神社（日语：八重垣稲荷神社）
- 稻荷神社
- 日枝神社
- 八幡神社
- 稻荷神社
- 上宮大澤神社
- 貫井神社
- 神明宮
- 稻穗神社

### 景點、古蹟

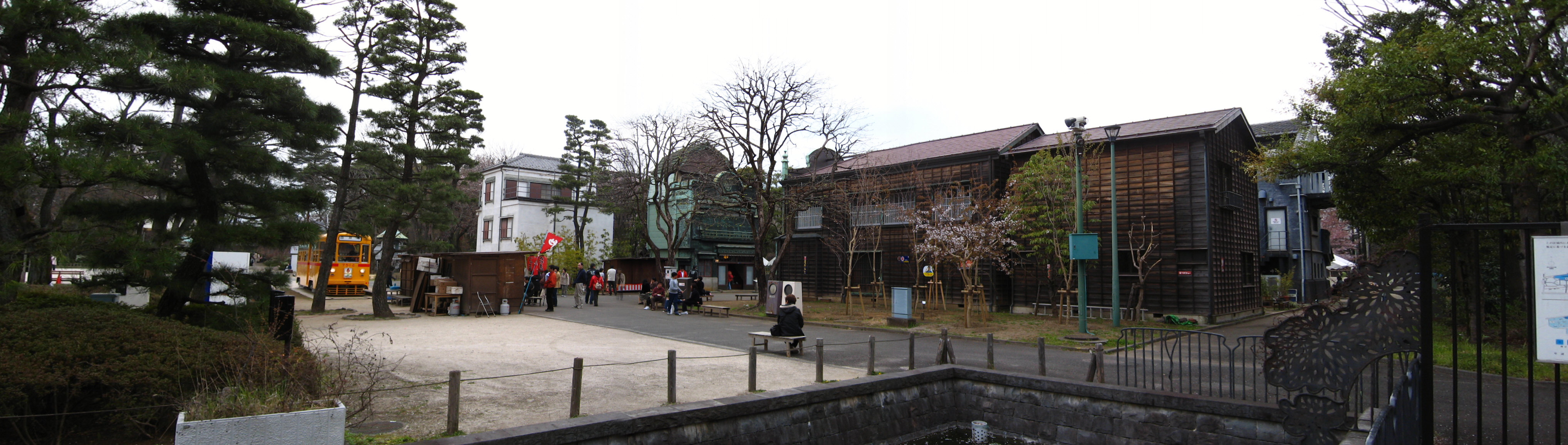
江戶東京建物園

- 江戶東京博物館分館江戶東京建物園 - 小金井公園內。
- 滄浪泉園（そうろうせんえん） - 占地約1萬2千平方公尺。園內有自然林與湧水池。
- 金井原古戦場跡 - 正平七年(1352年) 新田義興與鎌倉公方足利基氏之間的戰爭板碑（日语：板碑）。

### 祭典、活動
- 小金井櫻祭（3月下旬或4月上旬）
- 小金井阿波舞（7月下旬）
- 小金井薪能（8月）
- 腕白（わんぱく）夏祭（8月）
- 賞月會（お月見のつどい）（9月）
- 小金井市民祭（10 - 11月）

### 文化
- 崖之森美術館（日语：はけの森美術館）
- 小金井Artfull Action（日语：小金井アートフル・アクション）！

### 運動休閒

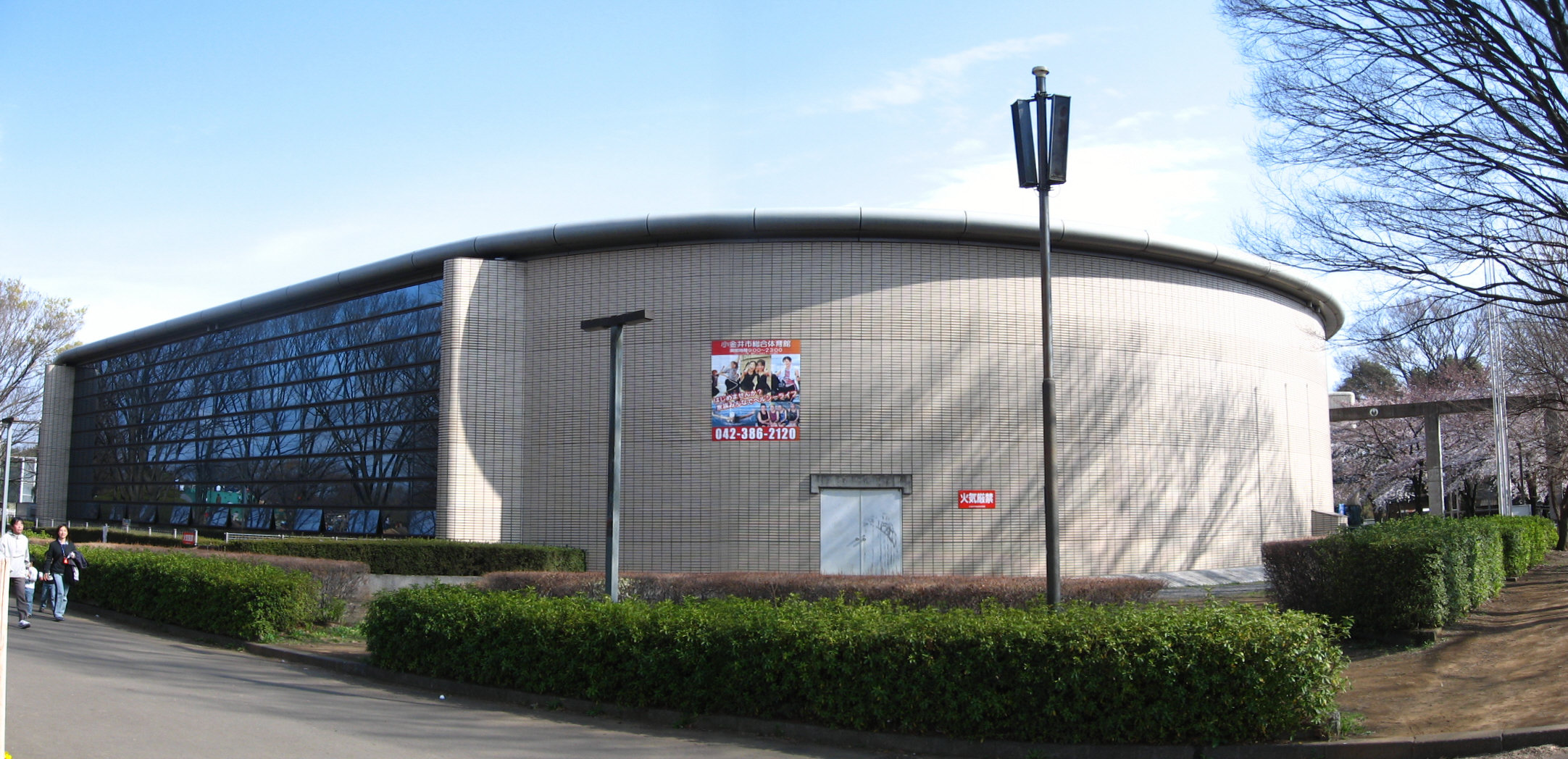
小金井市總合體育館

- 小金井市總合體育館 - 小金井公園內。
- 小金井鄉村俱樂部（日语：小金井カントリー倶楽部）－位於小平市。

## 相關人物
- 安野光雅 - 畫家。居民。
- 川口開治 - 漫畫家。住民。
- 佐渡川準 - 漫畫家。住民（※2013年去世）。
- 生稻晃子 - 藝人
- 中山美穗 - 藝人
- 麥人 - 演員。聲優。住民。

## 外部連結
- 小金井市官方網站 （页面存档备份，存于）（日語）